# Fred Barlow
Pour les articles homonymes, voir Barlow.
Fred Barlow est un compositeur français, né à Mulhouse le 2 octobre 1881 et mort à Boulogne-Billancourt le 3 janvier 1951.

## Biographie
Il est né d'un père anglais. Sa mère, alsacienne, est la tante du compositeur Charles Koechlin. Il naît Ferdinand Frédéric Barlow le 2 octobre 1881 à Mulhouse, alors  dans l'Empire allemand. Il fait des études d'ingénieur à l'École polytechnique fédérale de Zurich. Marié, il n'aura pas d'enfant.
Fred Barlow s'est mis à la musique à l'âge de 28 ans. Il a étudié avec Jean Huré et Charles Koechlin à Paris,.
En 1926, il adhère au quakerisme, il adopte le libéralisme et la non-violence, ce qui a une influence sur sa musique,,.
Il a créé pour les étudiants français et étrangers, en collaboration avec sa femme Ella, le Cercle international de jeunesse.
On le décrit comme « non-violent, libéral et très doux ».
Il meurt à Boulogne, alors dans le département de la Seine, le 3 janvier 1951.

## Œuvres
- Gladys ou la Légère Incartade, ballet, 1916
- Sylvie ou Le Double Amour, opéra comique, livret de Pierre Bettin d'après Gérard de Nerval, créé en 1923 à Paris
- Mam'zelle Prud'homme (ou Mr. Pickwick à Paris), opérette en 3 actes, livret de Claude Gével, créée en 1932 à Monte-Carlo
- La Grande Jatte, ballet, accepté à l'opéra en 1939 et créé à l'été 1950

## Hommages
Son ami le peintre et illustrateur Jean Pierné lui rend hommage dans une émission radiophonique en janvier 1956.